# Saison 2022-2023 de l'Amiens SC
Maillots
Chronologie
Saison précédente Saison suivante
La saison 2022-2023 de l'Amiens SC est la saison sportive de juillet 2022 à juin 2023 de l'Amiens Sporting Club, club de football situé à Amiens.
Cette saison voit le club évoluer dans deux compétitions : la Ligue 2, deuxième niveau du football français et la Coupe de France.

## Résumé de la saison
Après une saison décevante d'un point de vue sportive, la saison se termine par une triste 14e place de ligue 2. Le club picard se devait de se relancer cette saison. Avec plusieurs arrivées comme notamment Jérémy Gélin de Rennes ou encore d'Antoine Leautey du Gil Vicente, le club visait le haut de tableau, voire le top 5.
La saison commence pourtant par une lourde défaite 3-0 sur le terrain du FC Metz, relégué de ligue 1 cette année. Le club se ressaisit vite et se rattrape avec une victoire 1-0 face à Annecy la semaine suivante. S'en suivra une victoire à l'extérieur 1-0 face à Sochaux et une nouvelle à domicile face à Bastia sur le score de 3-1. La 5e journée verra le premier nul de l'équipe picarde face au Havre sur le score de 1-1.
L'Amiens SC rencontre le Paris FC pour la 6e journée qui se finit par un match nul (1-1).
Durant la 7ème journée , l'Amiens SC remporte le match face à Grenoble Foot 38 , prenant (pendant 24h) la tête de la Ligue 2 avant que les Girondins de Bordeaux gagne face au Paris FC. À cause de la différence de buts, les Girondins de Bordeaux passent 1er et l'Amiens SC passe 2e.
Après 10 journées, l'Amiens SC réalise le meilleur départ de son histoire en Division 1 et 2 confondues.
Equipe-type : Gurtner - Mendy, Opoku, Fofana 2 - Leautey, Gomis, Gélin, Fofana 6, Xantippe - Cissé, Arokodare (Kakuta)

## Joueurs et encadrement technique

### Effectif et statistiques
Les tableaux suivant présentent les joueurs de l'Amiens SC ayant fait partie de l'effectif de la saison 2022-2023.
| P  | N°    | Joueur                 | Âge    | Depuis | Ch. app. | Ch. tit. | But inscrit | Passe décisive | CF. app. | But inscrit |
| -- | ----- | ---------------------- | ------ | ------ | -------- | -------- | ----------- | -------------- | -------- | ----------- |
| G  | 16    | Paul Charruau          | 28 ans | 2022   | -        | -        |             |                | 3        |             |
| G  | 1     | Régis Gurtner          | 35 ans | 2015   | 38       | 38       |             |                | -        |             |
| G  | 30    | Matthieu Rongier       | 20 ans | 2021   | -        | -        |             |                | -        |             |
| DD | 15    | Youssouf Assogba       | 20 ans | 2020   | 12       | 7        | 1           |                | 3        |             |
| DC | 23    | Abdourahmane Barry     | 22 ans | 2022   | 20       | 11       |             | 1              | 2        |             |
| D  | –     | Siriky Diabaté         | 19 ans | –      | -        | -        |             |                | 1        |             |
| DC | 2     | Mamadou Fofana         | 24 ans | 2021   | 35       | 35       |             |                | 2        | 1           |
| DC | 5     | Formose Mendy          | 21 ans | 2021   | 32       | 30       | 1           |                | -        |             |
| DC | 4     | Nicholas Opoku         | 24 ans | 2020   | 34       | 34       |             | 1              | 1        |             |
| DG | –     | Kassoum Ouattara       | 17 ans | –      | 11       | 10       |             |                | 1        |             |
| DG | 3     | Sebastian Ring         | 27 ans | 2022   | 26       | 11       |             | 1              | 3        |             |
| DG | –     | Harouna Sy             | 26 ans | 2021   | -        | -        |             |                |          |             |
| DG | 26    | Matthéo Xantippe       | 20 ans | 2021   | 24       | 15       |             | 1              | 3        | 1           |
| M  | 21    | Jessy Benet            | 27 ans | 2021   | 15       | 11       | 1           |                | 2        | 2           |
| M  | –     | Ibrahim Fofana         | 20 ans | –      | 6        | 0        |             | 1              | 2        |             |
| M  | 6     | Mamadou Fofana         | 21 ans | 2021   | 36       | 29       | 3           | 4              | 2        |             |
| M  | 24    | Jérémy Gélin           | 25 ans | 2022   | 29       | 28       |             | 1              | 2        |             |
| M  | 25    | Owen Gene              | 19 ans | 2021   | 24       | 8        |             |                | 3        |             |
| M  | 29/17 | Iron Gomis             | 22 ans | 2020   | 35       | 29       | 3           | 3              | 3        |             |
| M  | 96    | Gaël Kakuta            | 31 ans | 2022   | 21       | 17       | 4           | 2              | 1        | 2           |
| M  | 20    | Mathis Lachuer         | 21 ans | 2020   | 23       | 8        |             | 1              | 1        |             |
| MD | 7     | Antoine Leautey        | 26 ans | 2022   | 36       | 33       | 4           | 6              | 1        |             |
| A  | 21    | Janis Antiste (→prêt)  | 19 ans | 2023   | 14       | 11       | 1           | 1              |          |             |
| A  | 9     | Tolu Arokodare (→prêt) | 21 ans | 2021   | 20       | 18       | 6           |                | 3        | 2           |
| A  | 17    | Aliou Badji            | 24 ans | 2021   | 3        | 3        |             |                |          |             |
| A  | 11    | Hassane Bandé          | 23 ans | 2022   | 19       | 2        | 1           |                | 2        |             |
| A  | –     | Medhi Bariki           | 22 ans | –      | 1        | 0        | 1           |                | 1        |             |
| A  | 37    | Florian Bianchini      | 21 ans | 2020   | 3        | 1        |             |                |          |             |
| A  | 10    | Ange Chibozo (→prêt)   | 19 ans | 2022   | 23       | 3        |             | 3              | 3        |             |
| A  | 18    | Papiss Cissé           | 37 ans | 2022   | 30       | 23       | 10          | 2              | 2        | 3           |
| A  | –     | Matéo Degrumelle       | 19 ans | –      | 2        | 0        |             |                |          |             |
| A  | –     | George Ilenikhena      | 15 ans | –      | 17       | 3        | 2           |                | 1        |             |
| A  | –     | Charbel Gomez          | 21 ans | 2020   | -        | -        |             |                |          |             |
| A  | –     | Mathis Touho           | 17 ans | –      | 1        | 0        |             |                |          |             |

### Transferts

#### Mercato d'été
| Joueur             | P. | Club                     | Transfert       |
| ------------------ | -- | ------------------------ | --------------- |
| Arrivées           |    |                          |                 |
| Matthieu Rongier   | G  | Amiens SC rés.           | Premier contrat |
| Matthéo Xantippe   | D  | Amiens SC rés.           | Premier contrat |
| Youssouf Assogba   | D  | Jönköpings Södra IF (D2) | Retour de prêt  |
| Iron Gomis         | M  | USL Dunkerque (L2)       | Retour de prêt  |
| Antoine Leautey    | M  | Gil Vicente FC (D1)      | Libre           |
| Abdourahmane Barry | D  | Greuther Fürth (D1)      | Libre           |
| Sebastian Ring     | D  | Wisła Cracovie (D1)      | Libre           |
| Paul Charruau      | G  | Red Star FC (N1)         | Libre           |
| Ange Chibozo       | A  | Juventus FC U19 (U19)    | Prêt            |
| Jérémy Gélin       | M  | Stade rennais FC (D1)    | Libre           |
| Hassane Bandé      | A  | Ajax Amsterdam           | ?               |
| Papiss Cissé       | A  | Çaykur Rizespor (D1)     | Libre           |
| Gaël Kakuta        | M  | RC Lens (L1)             | ?               |

| Joueur              | P. | Club                            | Transfert                    |
| ------------------- | -- | ------------------------------- | ---------------------------- |
| Départs             |    |                                 |                              |
| Kader Bamba         | A  | FC Nantes (L1)                  | Retour de prêt               |
| Yohann Thuram-Ulien | G  | US Quevilly (L2)                | Fin de contrat               |
| Eddy Gnahoré        | M  | Ascoli Calcio 1898 FC (D2)      | Fin de contrat               |
| Arnaud Lusamba      | M  | Alanyaspor (D1)                 | Fin de contrat               |
| Bongani Zungu       | M  | Mamelodi Sundowns FC (D1)       | Fin de contrat               |
| Adama Diakhaby      | M  | Sans club                       | Fin de contrat               |
| Matthieu Dossevi    | M  | FC Versailles (N1)              | Fin de contrat               |
| Gaoussou Traoré     | M  | US Concarneau (N1)              | Prêt                         |
| Darell Tokpa        | A  | Red Star FC (N1)                | Retour de prêt               |
| Darell Tokpa        | A  | Stade briochin (N1)             | Prêt                         |
| Jack Lahne          | A  | PFK Botev Plovdiv (D1)          | Retour de prêt               |
| Jack Lahne          | A  | Újpest FC (D1)                  | Prêt                         |
| Mateo Pavlović      | D  | HNK Rijeka (D1)                 | ?                            |
| Chadrac Akolo       | A  | FC Saint-Gall (D1)              | ?                            |
| Emmanuel Lomotey    | M  | Malmö FF (D1)                   | ?                            |
| Florian Bianchini   | A  | US Avranches (N1)               | Retour de prêt               |
| Florian Bianchini   | A  | Berrichonne de Châteauroux (N1) | Prêt                         |
| Amadou Ciss         | A  | Adanaspor (D2)                  | Retour de prêt               |
| Amadou Ciss         | A  | AEL Limassol (D1)               | Prêt                         |
| Nathan Monzango     | D  | Pau FC (L2)                     | Libéré de son contrat        |
| Mohamed Ouhatti     | M  | US Orléans (N1)                 | Retour de prêt               |
| Mohamed Ouhatti     | M  | Union Titus Pétange (D1)        | Prêt                         |
| Mustapha Sangaré    | A  | FC Borgo (N1)                   | Prêt                         |
| Aliou Badji         | A  | Al Ahly SC (D1)                 | Transfert définitif (1,8 M€) |
| Aliou Badji         | A  | FC Girondins de Bordeaux (L2)   | Prêt                         |

#### Mercato d'hiver
| Joueur            | P. | Club             | Transfert          |
| ----------------- | -- | ---------------- | ------------------ |
| Arrivées          |    |                  |                    |
| Janis Antiste     | A  | US Sassuolo (D1) | Prêt               |
| George Ilenikhena | A  | Amiens SC rés.   | Intégré équipe pro |

| Joueur               | P. | Club                          | Transfert             |
| -------------------- | -- | ----------------------------- | --------------------- |
| Départs              |    |                               |                       |
| Harouna Sy           | D  | Volos FC (D1)                 | Libéré de son contrat |
| Jessy Benet          | M  | Grenoble Foot 38 (L2)         | Libéré de son contrat |
| Toluwalase Arokodare | A  | Valmiera FC (D1)              | Transfert définitif   |
| Toluwalase Arokodare | A  | Racing Genk (D1)              | Transfert             |
| Darell Tokpa         | A  | Stade briochin (N1)           | Retour de prêt        |
| Darell Tokpa         | A  | FC Differdange (D1)           | Prêt                  |
| Charbel Gomez        | A  | FC Samgurali Tskhaltoubo (D1) | Prêt                  |
| Jack Lahne           | A  | Újpest FC (D1)                | Retour de prêt        |
| Jack Lahne           | A  | IK Start (D2)                 | Prêt                  |

## Résultats

### Ligue 2
| 1er journée – 18e              | FC Metz                                | 3 – 0   | Amiens SC | | |
| Samedi 30 juillet 2022 19 h 00 | Gueye 20e · Mikautadze 44e · Niane 48e | (2 – 0) |           | Stade Saint-Symphorien, Longeville-lès-Metz Spectateurs : 13 428 Diffuseur : Prime Video (multiplex) Arbitrage : Gaël Angoula | Stade Saint-Symphorien, Longeville-lès-Metz Spectateurs : 13 428 Diffuseur : Prime Video (multiplex) Arbitrage : Gaël Angoula |
| Samedi 30 juillet 2022 19 h 00 | Tchimbembé 86e                         | Rapport |           | Stade Saint-Symphorien, Longeville-lès-Metz Spectateurs : 13 428 Diffuseur : Prime Video (multiplex) Arbitrage : Gaël Angoula | Stade Saint-Symphorien, Longeville-lès-Metz Spectateurs : 13 428 Diffuseur : Prime Video (multiplex) Arbitrage : Gaël Angoula |

| 2e journée – 12e           | Amiens SC     | 1 – 0   | FC Annecy | | |
| Samedi 6 août 2022 19 h 00 | Arokodare 82e | (0 – 0) |           | Stade de la Licorne, Amiens Spectateurs : 5 479 Diffuseur : Prime Video (multiplex) Arbitrage : Guillaume Paradis | Stade de la Licorne, Amiens Spectateurs : 5 479 Diffuseur : Prime Video (multiplex) Arbitrage : Guillaume Paradis |
| Samedi 6 août 2022 19 h 00 | Rapport       |         |           | Stade de la Licorne, Amiens Spectateurs : 5 479 Diffuseur : Prime Video (multiplex) Arbitrage : Guillaume Paradis | Stade de la Licorne, Amiens Spectateurs : 5 479 Diffuseur : Prime Video (multiplex) Arbitrage : Guillaume Paradis |

| 3e journée – 7e             | FC Sochaux-Montbéliard | 0 – 1   | Amiens SC     | | |
| Samedi 13 août 2022 19 h 00 |                        | (0 – 1) | 71e Fofana    | Stade Bonal, Sochaux Spectateurs : 10 263 Diffuseur : Prime Video (multiplex) Arbitrage : Rémi Landry | Stade Bonal, Sochaux Spectateurs : 10 263 Diffuseur : Prime Video (multiplex) Arbitrage : Rémi Landry |
| Samedi 13 août 2022 19 h 00 |                        | Rapport | 83e Bianchini | Stade Bonal, Sochaux Spectateurs : 10 263 Diffuseur : Prime Video (multiplex) Arbitrage : Rémi Landry | Stade Bonal, Sochaux Spectateurs : 10 263 Diffuseur : Prime Video (multiplex) Arbitrage : Rémi Landry |

| 4e journée – 2e             | Amiens SC                                 | 3 – 1   | SC Bastia    | | |
| Samedi 20 août 2022 19 h 00 | Léautey 15e · Fofana 45+2e · Bariki 90+3e | (2 – 1) | 17e Alfarela | Stade de la Licorne, Amiens Spectateurs : 6 031 Diffuseur : Prime Video (multiplex) Arbitrage : Abdelatif Kherradji | Stade de la Licorne, Amiens Spectateurs : 6 031 Diffuseur : Prime Video (multiplex) Arbitrage : Abdelatif Kherradji |
| Samedi 20 août 2022 19 h 00 | Rapport                                   |         |              | Stade de la Licorne, Amiens Spectateurs : 6 031 Diffuseur : Prime Video (multiplex) Arbitrage : Abdelatif Kherradji | Stade de la Licorne, Amiens Spectateurs : 6 031 Diffuseur : Prime Video (multiplex) Arbitrage : Abdelatif Kherradji |

| 5e journée – 4e             | Le Havre AC | 1 – 1   | Amiens SC     | | |
| Samedi 27 août 2022 19 h 00 | Thiaré 72e  | (0 – 1) | 13e Arokodare | Stade Océane, Le Havre Spectateurs : 5 431 Diffuseur : Prime Video (multiplex) Arbitrage : Antoine Valnet | Stade Océane, Le Havre Spectateurs : 5 431 Diffuseur : Prime Video (multiplex) Arbitrage : Antoine Valnet |
| Samedi 27 août 2022 19 h 00 | Rapport     |         |               | Stade Océane, Le Havre Spectateurs : 5 431 Diffuseur : Prime Video (multiplex) Arbitrage : Antoine Valnet | Stade Océane, Le Havre Spectateurs : 5 431 Diffuseur : Prime Video (multiplex) Arbitrage : Antoine Valnet |

| 6e journée – 4e            | Amiens SC     | 1 – 1   | Paris FC     | | |
| Mardi 30 août 2022 20 h 45 | Arokodare 59e | (0 – 0) | 65e Iglesias | Stade de la Licorne, Amiens Spectateurs : 6 384 Diffuseur : Prime Video (multiplex) Arbitrage : Gaël Angoula | Stade de la Licorne, Amiens Spectateurs : 6 384 Diffuseur : Prime Video (multiplex) Arbitrage : Gaël Angoula |
| Mardi 30 août 2022 20 h 45 | Rapport       |         |              | Stade de la Licorne, Amiens Spectateurs : 6 384 Diffuseur : Prime Video (multiplex) Arbitrage : Gaël Angoula | Stade de la Licorne, Amiens Spectateurs : 6 384 Diffuseur : Prime Video (multiplex) Arbitrage : Gaël Angoula |

| 7e journée – 2e                   | Amiens SC     | 1 – 0   | Grenoble Foot | | |
| Vendredi 2 septembre 2022 20 h 45 | Arokodare 69e | (0 – 0) |               | Stade de la Licorne, Amiens Spectateurs : 5 966 Diffuseur : Prime Video (multiplex) Arbitrage : Azzédine Souifi | Stade de la Licorne, Amiens Spectateurs : 5 966 Diffuseur : Prime Video (multiplex) Arbitrage : Azzédine Souifi |
| Vendredi 2 septembre 2022 20 h 45 | Rapport       |         |               | Stade de la Licorne, Amiens Spectateurs : 5 966 Diffuseur : Prime Video (multiplex) Arbitrage : Azzédine Souifi | Stade de la Licorne, Amiens Spectateurs : 5 966 Diffuseur : Prime Video (multiplex) Arbitrage : Azzédine Souifi |

| 8e journée – 5e                  | Stade Malherbe Caen                  | 3 – 1   | Amiens SC | | |
| Samedi 10 septembre 2022 19 h 00 | Mendy 46e · Essende 56e · Thomas 71e | (0 – 0) | 82e Mendy | Stade Michel-d'Ornano, Caen Spectateurs : 12 583 Diffuseur : La chaîne L'Équipe et Prime Video (multiplex) Arbitrage : Aurélien Petit | Stade Michel-d'Ornano, Caen Spectateurs : 12 583 Diffuseur : La chaîne L'Équipe et Prime Video (multiplex) Arbitrage : Aurélien Petit |
| Samedi 10 septembre 2022 19 h 00 | Rapport                              |         |           | Stade Michel-d'Ornano, Caen Spectateurs : 12 583 Diffuseur : La chaîne L'Équipe et Prime Video (multiplex) Arbitrage : Aurélien Petit | Stade Michel-d'Ornano, Caen Spectateurs : 12 583 Diffuseur : La chaîne L'Équipe et Prime Video (multiplex) Arbitrage : Aurélien Petit |

| 9e journée – 4e                  | Amiens SC                                     | 3 – 0   | Chamois niortais FC | | |
| Samedi 17 septembre 2022 19 h 00 | Fofana 55e · Cissé 60e (pen.) · Arokodare 75e | (0 – 0) |                     | Stade de la Licorne, Amiens Spectateurs : 6 188 Diffuseur : Prime Video (multiplex) Arbitrage : William Toulliou | Stade de la Licorne, Amiens Spectateurs : 6 188 Diffuseur : Prime Video (multiplex) Arbitrage : William Toulliou |
| Samedi 17 septembre 2022 19 h 00 |                                               | Rapport | 59e Moutachy        | Stade de la Licorne, Amiens Spectateurs : 6 188 Diffuseur : Prime Video (multiplex) Arbitrage : William Toulliou | Stade de la Licorne, Amiens Spectateurs : 6 188 Diffuseur : Prime Video (multiplex) Arbitrage : William Toulliou |

| 10e journée – 2e              | Rodez Football | 0 – 1   | Amiens SC | | |
| Samedi 1 octobre 2022 19 h 00 |                | (0 – 1) | 29e Cissé | Stade Paul-Lignon, Rodez Spectateurs : 1 187 Diffuseur : Prime Video (multiplex) Arbitrage : Faouzi Benchabane | Stade Paul-Lignon, Rodez Spectateurs : 1 187 Diffuseur : Prime Video (multiplex) Arbitrage : Faouzi Benchabane |
| Samedi 1 octobre 2022 19 h 00 | Rapport        |         |           | Stade Paul-Lignon, Rodez Spectateurs : 1 187 Diffuseur : Prime Video (multiplex) Arbitrage : Faouzi Benchabane | Stade Paul-Lignon, Rodez Spectateurs : 1 187 Diffuseur : Prime Video (multiplex) Arbitrage : Faouzi Benchabane |

| 11e journée – 2e              | Amiens SC                | 2 – 1   | Dijon Football   | | |
| Samedi 8 octobre 2022 19 h 00 | Leautey 57e · Kakuta 88e | (0 – 1) | 4e (csc) Gurtner | Stade de la Licorne, Amiens Spectateurs : 8 517 Diffuseur : Prime Video (multiplex) Arbitrage : Benjamin Lepaysant | Stade de la Licorne, Amiens Spectateurs : 8 517 Diffuseur : Prime Video (multiplex) Arbitrage : Benjamin Lepaysant |
| Samedi 8 octobre 2022 19 h 00 | 43e Opoku                | Rapport |                  | Stade de la Licorne, Amiens Spectateurs : 8 517 Diffuseur : Prime Video (multiplex) Arbitrage : Benjamin Lepaysant | Stade de la Licorne, Amiens Spectateurs : 8 517 Diffuseur : Prime Video (multiplex) Arbitrage : Benjamin Lepaysant |

| 12e journée – 4e              | Nîmes Olympique               | 2 – 0   | Amiens SC | | |
| Samedi 8 octobre 2022 19 h 00 | Tchokounté 22e · Thomasen 34e | (2 – 0) |           | Stade des Costières, Nîmes Spectateurs : 2 293 Diffuseur : Prime Video (multiplex) Arbitrage : Bastien Depechy | Stade des Costières, Nîmes Spectateurs : 2 293 Diffuseur : Prime Video (multiplex) Arbitrage : Bastien Depechy |
| Samedi 8 octobre 2022 19 h 00 | Rapport                       |         |           | Stade des Costières, Nîmes Spectateurs : 2 293 Diffuseur : Prime Video (multiplex) Arbitrage : Bastien Depechy | Stade des Costières, Nîmes Spectateurs : 2 293 Diffuseur : Prime Video (multiplex) Arbitrage : Bastien Depechy |

| 13e journée – 4e               | Amiens SC | 0 – 1   | AS Saint-Étienne | | |
| Samedi 22 octobre 2022 15 h 00 |           | (0 – 0) | 50e (pen.) Wadji | Stade de la Licorne, Amiens Spectateurs : 11 101 Diffuseur : beIN Sports 1 Arbitrage : Mikaël Lesage | Stade de la Licorne, Amiens Spectateurs : 11 101 Diffuseur : beIN Sports 1 Arbitrage : Mikaël Lesage |
| Samedi 22 octobre 2022 15 h 00 | Rapport   |         |                  | Stade de la Licorne, Amiens Spectateurs : 11 101 Diffuseur : beIN Sports 1 Arbitrage : Mikaël Lesage | Stade de la Licorne, Amiens Spectateurs : 11 101 Diffuseur : beIN Sports 1 Arbitrage : Mikaël Lesage |

| 14e journée – 6e               | Pau FC                      | 2 – 1   | Amiens SC | | |
| Samedi 5 novembre 2022 19 h 00 | Barry 4e (csc) · Evan's 67e | (1 – 0) | 82e Bandé | Nouste Camp, Pau Spectateurs : 3 261 Diffuseur : Prime Video (multiplex) Arbitrage : Eric Wattellier | Nouste Camp, Pau Spectateurs : 3 261 Diffuseur : Prime Video (multiplex) Arbitrage : Eric Wattellier |
| Samedi 5 novembre 2022 19 h 00 | Rapport                     |         |           | Nouste Camp, Pau Spectateurs : 3 261 Diffuseur : Prime Video (multiplex) Arbitrage : Eric Wattellier | Nouste Camp, Pau Spectateurs : 3 261 Diffuseur : Prime Video (multiplex) Arbitrage : Eric Wattellier |

| 15e journée – 7e                | Amiens SC | 0 – 2   | US Quevilly                | | |
| Samedi 12 novembre 2022 19 h 00 |           | (0 – 1) | 41e Cissokho · 89e Mafouta | Stade de la Licorne, Amiens Spectateurs : 9 684 Diffuseur : Prime Video (multiplex) Arbitrage : Gaël Angoula | Stade de la Licorne, Amiens Spectateurs : 9 684 Diffuseur : Prime Video (multiplex) Arbitrage : Gaël Angoula |
| Samedi 12 novembre 2022 19 h 00 | Rapport   |         |                            | Stade de la Licorne, Amiens Spectateurs : 9 684 Diffuseur : Prime Video (multiplex) Arbitrage : Gaël Angoula | Stade de la Licorne, Amiens Spectateurs : 9 684 Diffuseur : Prime Video (multiplex) Arbitrage : Gaël Angoula |

| 16e journée – 6e               | Valenciennes FC | 1 – 1   | Amiens SC  | | |
| Lundi 26 décembre 2022 21 h 00 | Picouleau 22e   | (1 – 1) | 23e Kakuta | Stade du Hainaut, Valenciennes Spectateurs : 6 339 Diffuseur : Prime Video (multiplex) Arbitrage : Antoine Valnet | Stade du Hainaut, Valenciennes Spectateurs : 6 339 Diffuseur : Prime Video (multiplex) Arbitrage : Antoine Valnet |
| Lundi 26 décembre 2022 21 h 00 | Rapport         |         |            | Stade du Hainaut, Valenciennes Spectateurs : 6 339 Diffuseur : Prime Video (multiplex) Arbitrage : Antoine Valnet | Stade du Hainaut, Valenciennes Spectateurs : 6 339 Diffuseur : Prime Video (multiplex) Arbitrage : Antoine Valnet |

| 17e journée – 4e                  | Stade lavallois | 0 – 3   | Amiens SC                          | | |
| Vendredi 30 décembre 2022 21 h 00 |                 | (0 – 1) | 23e Kakuta · 54e Cissé · 83e Benet | Stade Francis-Le-Basser, Laval Spectateurs : 6 779 Diffuseur : Prime Video (multiplex) Arbitrage : Romain Lissorgue | Stade Francis-Le-Basser, Laval Spectateurs : 6 779 Diffuseur : Prime Video (multiplex) Arbitrage : Romain Lissorgue |
| Vendredi 30 décembre 2022 21 h 00 | Rapport         |         |                                    | Stade Francis-Le-Basser, Laval Spectateurs : 6 779 Diffuseur : Prime Video (multiplex) Arbitrage : Romain Lissorgue | Stade Francis-Le-Basser, Laval Spectateurs : 6 779 Diffuseur : Prime Video (multiplex) Arbitrage : Romain Lissorgue |

| 18e journée – 5e              | Amiens SC     | 1 – 1   | EA Guigamp      | | |
| Mardi 10 janvier 2023 20 h 45 | Arokodare 90e | (0 – 0) | 47e El Ouazzani | Stade de la Licorne, Amiens Spectateurs : 6 064 Diffuseur : Prime Video (multiplex) Arbitrage : Alexandre Perreau Niel | Stade de la Licorne, Amiens Spectateurs : 6 064 Diffuseur : Prime Video (multiplex) Arbitrage : Alexandre Perreau Niel |
| Mardi 10 janvier 2023 20 h 45 | Rapport       |         |                 | Stade de la Licorne, Amiens Spectateurs : 6 064 Diffuseur : Prime Video (multiplex) Arbitrage : Alexandre Perreau Niel | Stade de la Licorne, Amiens Spectateurs : 6 064 Diffuseur : Prime Video (multiplex) Arbitrage : Alexandre Perreau Niel |

| 19e journée – 6e                 | Girondins de Bordeaux | 1 – 1   | Amiens SC        | | |
| Vendredi 13 janvier 2023 20 h 45 | Maja 42e (pen.)       | (1 – 0) | 90+2e Ilenikhena | Matmut Atlantique, Bordeaux Spectateurs : 14 934 Diffuseur : La chaîne L'Équipe et Prime Video (multiplex) Arbitrage : Stéphanie Frappart | Matmut Atlantique, Bordeaux Spectateurs : 14 934 Diffuseur : La chaîne L'Équipe et Prime Video (multiplex) Arbitrage : Stéphanie Frappart |
| Vendredi 13 janvier 2023 20 h 45 | Rapport               |         |                  | Matmut Atlantique, Bordeaux Spectateurs : 14 934 Diffuseur : La chaîne L'Équipe et Prime Video (multiplex) Arbitrage : Stéphanie Frappart | Matmut Atlantique, Bordeaux Spectateurs : 14 934 Diffuseur : La chaîne L'Équipe et Prime Video (multiplex) Arbitrage : Stéphanie Frappart |

| 20e journée – 6e               | Amiens SC        | 1 – 1   | Le Havre AC | | |
| Samedi 28 janvier 2023 19 h 00 | Lekhal 10e (csc) | (1 – 0) | 88e Thiaré  | Stade de la Licorne, Amiens Spectateurs : 7 960 Diffuseur : La chaîne L'Équipe et Prime Video (multiplex) Arbitrage : Romain Lissorgue | Stade de la Licorne, Amiens Spectateurs : 7 960 Diffuseur : La chaîne L'Équipe et Prime Video (multiplex) Arbitrage : Romain Lissorgue |
| Samedi 28 janvier 2023 19 h 00 | Rapport          |         |             | Stade de la Licorne, Amiens Spectateurs : 7 960 Diffuseur : La chaîne L'Équipe et Prime Video (multiplex) Arbitrage : Romain Lissorgue | Stade de la Licorne, Amiens Spectateurs : 7 960 Diffuseur : La chaîne L'Équipe et Prime Video (multiplex) Arbitrage : Romain Lissorgue |

| 21e journée – 6e              | Chamois niortais FC | 1 – 3   | Amiens SC                | | |
| Mardi 31 janvier 2023 20 h 45 | Vallier 70e         | (0 – 2) | 30e 37e 51e (pen.) Cissé | Stade René-Gaillard, Niort Spectateurs : 1 753 Diffuseur : Prime Video (multiplex) Arbitrage : William Toulliou | Stade René-Gaillard, Niort Spectateurs : 1 753 Diffuseur : Prime Video (multiplex) Arbitrage : William Toulliou |
| Mardi 31 janvier 2023 20 h 45 | Rapport             |         |                          | Stade René-Gaillard, Niort Spectateurs : 1 753 Diffuseur : Prime Video (multiplex) Arbitrage : William Toulliou | Stade René-Gaillard, Niort Spectateurs : 1 753 Diffuseur : Prime Video (multiplex) Arbitrage : William Toulliou |

| 22e journée – 7e             | Amiens SC | 0 – 2   | FC Metz                          |                                                                                                   |                                                                                                   |
| Lundi 5 février 2023 20 h 45 |           | (0 – 0) | 55e (pen.) Mikautadze · 78e Atta | Stade de la Licorne, Amiens Spectateurs : 8 000 Diffuseur : beIN Sports 1 Arbitrage : Rémi Landry | Stade de la Licorne, Amiens Spectateurs : 8 000 Diffuseur : beIN Sports 1 Arbitrage : Rémi Landry |
| Lundi 5 février 2023 20 h 45 | Rapport   |         |                                  | Stade de la Licorne, Amiens Spectateurs : 8 000 Diffuseur : beIN Sports 1 Arbitrage : Rémi Landry | Stade de la Licorne, Amiens Spectateurs : 8 000 Diffuseur : beIN Sports 1 Arbitrage : Rémi Landry |

| 23e journée – 8e | Paris FC | reporté | Amiens SC |                       |                       |
|                  |          | (–)     |           | Stade Charléty, Paris | Stade Charléty, Paris |

| 24e journée – 9e               | FC Annecy               | 2 – 0   | Amiens SC |                                                                                                 |                                                                                                 |
| Samedi 18 février 2023 19 h 00 | Bosetti 5e · Shamal 69e | (1 – 0) |           | Parc des Sports d'Annecy, Annecy Diffuseur : Prime Video (multiplex) Arbitrage : Antoine Valnet | Parc des Sports d'Annecy, Annecy Diffuseur : Prime Video (multiplex) Arbitrage : Antoine Valnet |
| Samedi 18 février 2023 19 h 00 | Rapport                 |         |           | Parc des Sports d'Annecy, Annecy Diffuseur : Prime Video (multiplex) Arbitrage : Antoine Valnet | Parc des Sports d'Annecy, Annecy Diffuseur : Prime Video (multiplex) Arbitrage : Antoine Valnet |

| 25e journée – e               | Amiens SC | 1–2   | Girondins de Bordeaux |                                                       |                                                       |
| Lundi 26 février 2023 20 h 45 |           | (1–0) |                       | Stade de la Licorne, Amiens Diffuseur : beIN Sports 1 | Stade de la Licorne, Amiens Diffuseur : beIN Sports 1 |

| 26e journée – e            | Amiens SC | 1–0 | Pau FC |                                                                 |                                                                 |
| Samedi 4 mars 2023 19 h 00 |           | (–) |        | Stade de la Licorne, Amiens Diffuseur : Prime Video (multiplex) | Stade de la Licorne, Amiens Diffuseur : Prime Video (multiplex) |

| 27e journée – e             | AS Saint-Étienne | –   | Amiens SC |                                                                            |                                                                            |
| Samedi 11 mars 2023 19 h 00 |                  | (–) |           | Stade Geoffroy-Guichard, Saint-Étienne Diffuseur : Prime Video (multiplex) | Stade Geoffroy-Guichard, Saint-Étienne Diffuseur : Prime Video (multiplex) |

| 23e journée – e            | Paris FC | –   | Amiens SC |                                               |                                               |
| Mardi 14 mars 2023 19 h 00 |          | (–) |           | Stade Charléty, Paris Diffuseur : Prime Video | Stade Charléty, Paris Diffuseur : Prime Video |

| 28e journée – e             | Amiens SC | –   | Rodez AF |                                                                 |                                                                 |
| Samedi 18 mars 2023 19 h 00 |           | (–) |          | Stade de la Licorne, Amiens Diffuseur : Prime Video (multiplex) | Stade de la Licorne, Amiens Diffuseur : Prime Video (multiplex) |

| 29e journée – e     | Grenoble Foot 38 | –   | Amiens SC |                           |                           |
| Samedi 1 avril 2023 |                  | (–) |           | Stade des Alpes, Grenoble | Stade des Alpes, Grenoble |

| 30e journée – e     | Amiens SC | –   | Nîmes Olympique |                             |                             |
| Samedi 8 avril 2023 |           | (–) |                 | Stade de la Licorne, Amiens | Stade de la Licorne, Amiens |

| 31e journée – e      | EA Guingamp | –   | Amiens SC |                              |                              |
| Samedi 15 avril 2023 |             | (–) |           | Stade du Roudourou, Guingamp | Stade du Roudourou, Guingamp |

| 32e journée – e      | Amiens SC | –   | Valenciennes FC |                             |                             |
| Samedi 22 avril 2023 |           | (–) |                 | Stade de la Licorne, Amiens | Stade de la Licorne, Amiens |

| 33e journée – e      | SC Bastia | –   | Amiens SC |                             |                             |
| Samedi 29 avril 2023 |           | (–) |           | Stade Armand-Cesari, Bastia | Stade Armand-Cesari, Bastia |

| 34e journée – e   | Amiens SC | –   | FC Sochaux-Montbéliard |                             |                             |
| Samedi 6 mai 2023 |           | (–) |                        | Stade de la Licorne, Amiens | Stade de la Licorne, Amiens |

| 35e journée – e    | Dijon FC | –   | Amiens SC |                            |                            |
| Samedi 13 mai 2023 |          | (–) |           | Stade Gaston-Gérard, Dijon | Stade Gaston-Gérard, Dijon |

| 36e journée – e    | Amiens SC | –   | Stade Malherbe Caen |                             |                             |
| Samedi 20 mai 2023 |           | (–) |                     | Stade de la Licorne, Amiens | Stade de la Licorne, Amiens |

| 37e journée – e      | US Quevilly | –   | Amiens SC |                                         |                                         |
| Vendredi 26 mai 2023 |             | (–) |           | Stade Robert-Diochon, Le Petit-Quevilly | Stade Robert-Diochon, Le Petit-Quevilly |

| 38e journée – e      | Amiens SC | –   | Stade lavallois |                             |                             |
| Vendredi 2 juin 2023 |           | (–) |                 | Stade de la Licorne, Amiens | Stade de la Licorne, Amiens |

### Coupe de France
| 7e tour                          | FC Chambly (4)                    | 1 – 1 3 – 5 t. a. b. | Amiens SC |  |  |
| Dimanche 30 octobre 2022 14 h 30 | Deremus 15e                       | (1 – 1)              | 43e Fofana 2 |  |  |
| Dimanche 30 octobre 2022 14 h 30 | Réussi · Manqué · Réussi · Réussi | Tirs au but 3 – 5    | Barry · Arokodare · Ring · Fofana 6 · Cissé · |  |  |
| Dimanche 30 octobre 2022 14 h 30 |                                   | Équipes              | Charruau - Assogba, Barry, Fofana 2 - Gene, Gomis, Lachuer (Fofana 6, 67e), Benet (Gélin, 67e), Xantippe (Ring, 75e) - Chibozo (Cissé, 46e MT), Bandé (Arokodare, 46e MT) |  |  |

| 8e tour                         | Amiens SC | 10 – 0  | Aiglon du Lamentin (6) |                             |                             |
| Samedi 19 novembre 2022 17 h 00 | Cissé 16e · Xantippe 21e · Cissé 23e · Kakuta 38e · Benet 49e · Kakuta 54e · Cissé 57e · Arokodare 64e · Benet 74e · Arokodare 88e                                         | (4 – 0) |                        | Stade de la Licorne, Amiens | Stade de la Licorne, Amiens |
| Samedi 19 novembre 2022 17 h 00 | Charruau - Assogba, Opoku , Barry (Junior Fofana, 71e) - Gene, Gomis, Gélin (Ilenikhena, 71e), Benet, Xantippe (Ring, 71e) - Kakuta (Arokodare, 62e), Cissé (Chibozo, 62e) | Équipes |                        | Stade de la Licorne, Amiens | Stade de la Licorne, Amiens |

| 32e de finale        | ES Thaon (N3)                         | 0 - 0 4 - 2 t. a. b. | Amiens SC (L2)                          | | |
| 7 janvier 2023 18h00 |                                       | (0 - 0)              |                                         | Stade Robert Sayer, Thaon-les-Vosges Spectateurs : 2 000 Diffuseur : beIN Sports 1 (multiplex), beIN Sports MAX 9 Arbitrage : Pierre Legat | Stade Robert Sayer, Thaon-les-Vosges Spectateurs : 2 000 Diffuseur : beIN Sports 1 (multiplex), beIN Sports MAX 9 Arbitrage : Pierre Legat |
| 7 janvier 2023 18h00 | Rother 50e · Lecoanet 52e · Cissé 84e | Rapport              | 30e Diabaté · 60e Leautey · 65e Gomis · | Stade Robert Sayer, Thaon-les-Vosges Spectateurs : 2 000 Diffuseur : beIN Sports 1 (multiplex), beIN Sports MAX 9 Arbitrage : Pierre Legat | Stade Robert Sayer, Thaon-les-Vosges Spectateurs : 2 000 Diffuseur : beIN Sports 1 (multiplex), beIN Sports MAX 9 Arbitrage : Pierre Legat |
| 7 janvier 2023 18h00 | Alves · Koriche · Lecoanet · Cissé    | Tirs au but 4 - 2    | Arokodare · Bandé · Bariki · Fofana     | Stade Robert Sayer, Thaon-les-Vosges Spectateurs : 2 000 Diffuseur : beIN Sports 1 (multiplex), beIN Sports MAX 9 Arbitrage : Pierre Legat | Stade Robert Sayer, Thaon-les-Vosges Spectateurs : 2 000 Diffuseur : beIN Sports 1 (multiplex), beIN Sports MAX 9 Arbitrage : Pierre Legat |

### Matchs amicaux
| N° | Date         | L. | Adversaire         | Score | Réf    |
| -- | ------------ | -- | ------------------ | ----- | ------ |
| 1  | ven 01/07/22 | N  | KV Ostende (D1)    | 1 – 4 | [ 13 ] |
| 2  | sam 09/07/22 | N  | AJ auxerroise (L1) | 3 – 2 | [ 14 ] |
| 3  | mer 13/17/22 | E  | OH Louvain (D1)    | 2 – 4 | [ 15 ] |
| 4  | sam 16/07/22 | D  | Le Havre AC (L2)   | 4 – 1 | [ 16 ] |
| 5  | sam 23/07/22 | D  | US Quevilly (L2)   | 1 – 1 | [ 17 ] |